# Peyton Roi List
Peyton Roi List (Miami, 6 de abril de 1998) é uma atriz e cantora norte-americana. Ela é mais conhecida pelos seus papéis como Emma Ross em  Jessie,  Tory Nichols em Cobra Kai, Jessica Bradley em Code Name: The Cleaner, Holly Hills em Diary of a Wimpy Kid: Rodrick Rules, Mackenzie Smith em The Outcasts e Ellie O'Brien em Swap: A Troca.atualmente na série School Spirit. Como Maddie.

## Vida e carreira

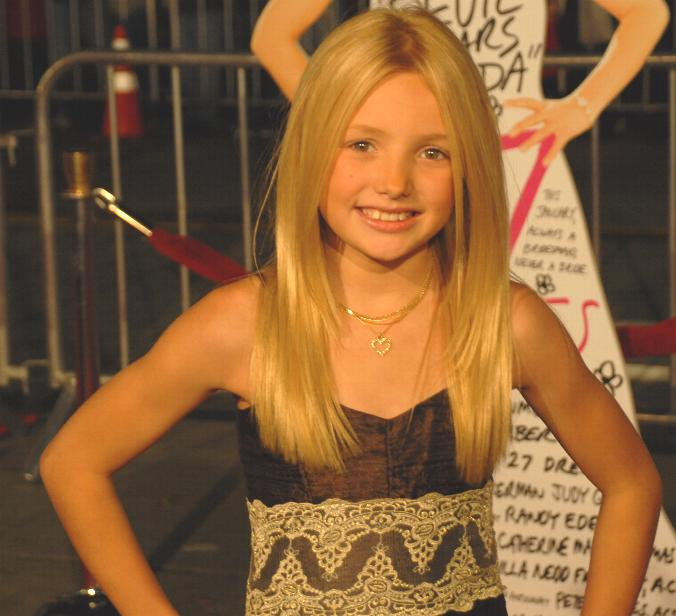
Peyton em 2008 com 9 anos.

Peyton nasceu na Flórida, mas se mudou a Nova York com apenas quatro anos de idade. Ela também tem dois irmãos: Spencer (seu irmão gêmeo), e Phoenix, ambos atores e modelos. Ela atualmente mora em Nova York e Los Angeles. É modelo da Justice Magazine desde 2011, mesmo ano que foi cotada para a nova série Disney Channel, Jessie. Ela também apareceu ao lado de Robert Pattinson, no filme Remember Me, como uma garota que intimidava a irmã mais nova do personagem de Pattinson. Em 2010, apareceu no filme da Disney, O Aprendiz de Feiticeiro. Começou sua carreira como modelo um pouco mais tarde, junto de seu irmão gêmeo Spencer List, ela já apareceu em mais de 400 anúncios de várias empresas e em diversos formatos.
Peyton, Debby Ryan, Karan Brar, Cameron Boyce, Skai Jackson e Kevin Chamberlin estrelaram a nova série Disney Channel, Jessie, que estreou em 2011 (nos EUA), no papel de Emma Ross  Em 2012 foi convidada a participar do filme Diário de um Banana: Dias de Cão como a personagem Holly Hills.

## Filmografia
| Ano         | Título                            | Papel                         | Notas                                                                      |
| ----------- | --------------------------------- | ----------------------------- | -------------------------------------------------------------------------- |
| 2002        | As the World Turns                | Pequena garota no restaurante | 1 episódio                                                                 |
| 2004        | All My Childres                   | Bess                          | 1 episódio                                                                 |
| 2007        | Saturday Night Live               | Pequena Garota                | (Temporada 33, Episódio 1)                                                 |
| 2008        | Wonder Pets                       | Porco #1 / Galinha #1         | Episódio: "Kalamazoo"                                                      |
| 2008        | Cashmere Mafia                    | Sasha Burden                  | (Temporada 1, Episódio 1, 2, 5 e 7)                                        |
| 2009        | Gossip Girl                       | Young Girl #1                 | (Temporada 3, Episódio 6)                                                  |
| 2011        | Law & Order: Special Victims Unit | Larissa Welsh jovem           | (Temporada 12, Episódio 12)                                                |
| 2011-2015   | Jessie                            | Emma Ross                     | Elenco principal                                                           |
| 2012        | Austin & Ally                     | Emma Ross                     | (Temporada 2, Episódio 1); Crossover de 1 hora com Jessie                  |
| 2013        | Good Luck, Charlie!               | Emma Ross                     | (Temporada 4, Episódio 17); Crossover de 1 hora com Jessie                 |
| 2013        | A Sister's at Nightmare           | Emily                         | Filme televisivo                                                           |
| 2014        | I Didn't Do It                    | Sherri                        | Participação especial; (Temporada 1, Episódio 8)                           |
| 2014        | Ultimate Spider-Man: Web Warriors | Emma Ross                     | (Temporada 3, Episódio 13); Crossover com Jessie (Voz)                     |
| 2015-2018   | Bunk'd                            | Emma Ross                     | Elenco principal; Spin-off de Jessie                                       |
| 2015        | K.C. Undercover                   | Emma Ross                     | Participação especial; (Temporada 1, Episódio 23)                          |
| 2018        | Light as a Feathe                 | Olivia Richmond               | Elenco principal                                                           |
| 2019 - 2025 | Cobra Kai                         | Tory Nichols                  | Elenco recorrente (2ª temporada); elenco principal (3ª temporada–presente) |
| 2021        | Bunk'd                            | Emma Ross                     | Participação Especial                                                      |

| Ano  | Título                               | Papel                | Notas                    |
| ---- | ------------------------------------ | -------------------- | ------------------------ |
| 2004 | Spider-Man 2                         | Garotinha            | Não-creditada            |
| 2007 | The Product of 3c                    | Winnie jovem         | Curta-metragem           |
| 2008 | 27 Dresses                           | Jane jovem           |                          |
| 2008 | Remember Back, Remember When         | Luna                 | Curta-Metragem           |
| 2009 | Confessions of a Shopaholic          | Garota Shoestore #2  |                          |
| 2010 | 3 Backyards                          | Emily                |                          |
| 2010 | Remember Me                          | Samantha             |                          |
| 2010 | The Sorcerer's Apprentice            | Becky jovem          |                          |
| 2010 | Bereavement                          | Wendy                |                          |
| 2010 | Miriam's Song                        | Miriam               | Curta-Metragem           |
| 2010 | Secrets in the Walls                 | Molly                |                          |
| 2010 | The Trouble with Cali                | Cali Bluejones jovem |                          |
| 2011 | Diary of a Wimpy Kid: Rodrick Rules  | Holly Hills          | Elenco principal         |
| 2012 | Diary of a Wimpy Kid: Dog Days       | Holly Hills          | Elenco principal         |
| 2014 | The Seventh Dwarf                    | Princesa Rose (voz)  | Elenco principal         |
| 2016 | The Swap                             | Ellie O'Brien        | Telefilme Disney Channel |
| 2016 | The Thinning                         | Laina Michaels       | Protagonista             |
| 2017 | The Outcasts                         | Mackenzie            |                          |
| 2018 | The Thinning: New World Order        | Laina Michaels       | Protagonista             |
| 2020 | Valley Girl                          | Courtney             |                          |
| 2020 | Hubie Halloween                      | Peggy                |                          |
| 2021 | Aileen Wuornos: American Boogeywoman | Aileen Wuornos       | Protagonista             |

## Prêmios e indicações
| Ano  | Cerimônia           | Categoria | Obra                           | Resultado | Ref.  |
| ---- | ------------------- | --- | ------------------------------ | --------- | ----- |
| 2013 | Young Artist Award  | Melhor Performance em Longa-Metragem – Young Ensemble Cast (com Zachary Gordon, Robert Capron, Peyton List, Laine MacNeil, Connor & Owen Fielding, Devon Bostick e Grayson Russell) | Diary of a Wimpy Kid: Dog Days | Venceu    | [ 2 ] |
| 2020 | Kids' Choice Awards | Estrela de TV feminina favorita | Bunk'd                         | Indicada  | [ 3 ] |
| 2022 | Kids' Choice Awards | Estrela de TV feminina favorita (família) | Cobra Kai                      | Indicada  | [ 4 ] |
| 2024 | Kids' Choice Awards | Estrela de TV feminina favorita (família) | School Spirits                 | Pendente  | [ 5 ] |